# 約翰·B·T·坎貝爾三世
約翰·B·T·坎貝爾三世（John B. T. Campbell III；1955年7月19日—）是美國的一位政治人物。約翰·B·T·坎貝爾三世在2005年至2013年擔任加利福尼亞州第45選區的美國眾議院議員。他的黨籍是共和黨。他現在是一家遊說公司的成員。他的父親康尼·馬克三世也是一位美國眾議員。